# Zona morta do Mississippi
A zona morta do Missisipo ou zona morta do Golfo do México é uma zona de baixo oxigênio (hipóxica) que há no desemboco do rio Mississippi depois de chegar no Golfo do México. A causa da existência é eutroficação, originária de nutrientes em excesso de uso de terras  A eutrificação tem effeitos negativos na vida marinha, biodiversidade, e na pesca. É a maior zona hipóxica recorrente nos Estados Unidos e a segunda maior zona desse tipo no mundo com uma área em média de 13,500 km2 entre 1985 a 2010. Ocorre apenas durante os meses de verão do ano devido ao aquecimento do verão, circulação regional, mistura de vento e alta descarga de água doce.